# ローヌワイン

ローヌのワイン生産地域の詳細地図。"Zoom A"は南部、"Zoom B"は北部の拡大図である。

ローヌワインは南フランスのローヌ渓谷で生産されるワインである。アペラシオン・ドリジーヌ・コントロレ（AOC）の規定に基づき、様々なワインが生産されている。最も生産量が多いAOCはコート・デュ・ローヌAOCである。
ローヌは大まかに2つの地域に分かれている。すなわち、ローヌ北部（仏：Rhône septentrional）とローヌ南部（仏：Rhône méridional）であり、伝統的に異なるワイン造りが行われている。北部では、赤ワインはシラー種から造られ、最高20%の白ブドウがブレンドされることもある。白ワインはマルサンヌ、ルーサンヌ、ヴィオニエといった品種が使われる。南部では赤、白、ロゼとひととおりのワインが造られるが、数種のブドウをブレンドすることが多く、そのようなワインとしてはシャトーヌフ・デュ・パプが好例である。

## 歴史
ローヌでブドウの栽培が始まったのは、おそらく紀元前600年頃であると考えられている。今日のローヌ北部における主要品種であるシラーとヴィオニエの2つの起源についてはかねてから推測がなされてきた。シラーは古代ギリシア人によりペルシアの都市シーラーズから持ち込まれたとの主張があったほか、ギリシアがペルシア王キュロス1世から逃れた50年後にもたらされたと主張するものもいた。あるいはシチリア島のシラクサに由来し、西暦280年頃にヴィオニエとともに持ち込まれたとの説もあった。しかし、広範囲のDNA型鑑定とブドウ栽培学の観点からの研究により、シラーはローヌが発祥地であることがはっきりと示されている。
ローマ人がローヌを去ると、この地でのワイン造りに対する興味も失われてしまった。13世紀になり、ローマ教皇がアヴィニョンに移ると、教会の著しい購買力のためにワインの生産が大きく拡大し、ローヌはワイン産地として再興した。ローヌワインはさかんに取り引きされており、ブルゴーニュ公がブルゴーニュ産以外のワインの輸出入を禁じるほどであった。1446年にはディジョンでリヨン・トゥルノン・ヴィエンヌ産のあらゆるワインが「あまりに小さく陰惨なワイン（仏：très petits et pauvres vins）」であるとして禁止された。
コート・デュ・ローヌの名前は中世の行政組織に由来する。コート（Côte、当時の綴りでは s が無かった）はガール県の地区の名前であった。1650年にはワインの偽造を防ぐため、ワインの原産地を保証する一連の法律が可決された。1737年には、王の指示により再販されるワインの樽には全てC.D.R.の焼き印を押すことが定められた。このワインはタヴェル、ロックモール、リラック、シュスクラン周辺のローヌ川西岸（右岸）に限られていたが、100年以上たち、C.D.R.の定義が左岸も含むようになった。

## 生産
フランスのAOCワインとしては、ボルドーに次ぎ第2位の生産量がある。ローヌ渓谷では多彩なAOCワインが生産されており、6000を超えるブドウ畑と、1837の個人の生産者、103の組合が存在している。自ら醸造を行わない畑の所有者は、収穫したブドウをそのまま組合かネゴシアンに売却する。組合としては例えばセリエ・デ・ドーファンが挙げられる。ワインの醸造・販売を受け持つネゴシアンは商業的な規模でワインのブレンドと流通・輸出を行うが、ローヌには51存在する。
地域全体で年間およそ400万ヘクトリットルのワインが産出されるが、およそ半量がコート・デュ・ローヌおよびコート・デュ・ローヌ・ヴィラージュのAOCである。ローヌ北部の上級AOCにあたるワインの生産量は、全生産量の5%に満たない。

## ローヌ北部

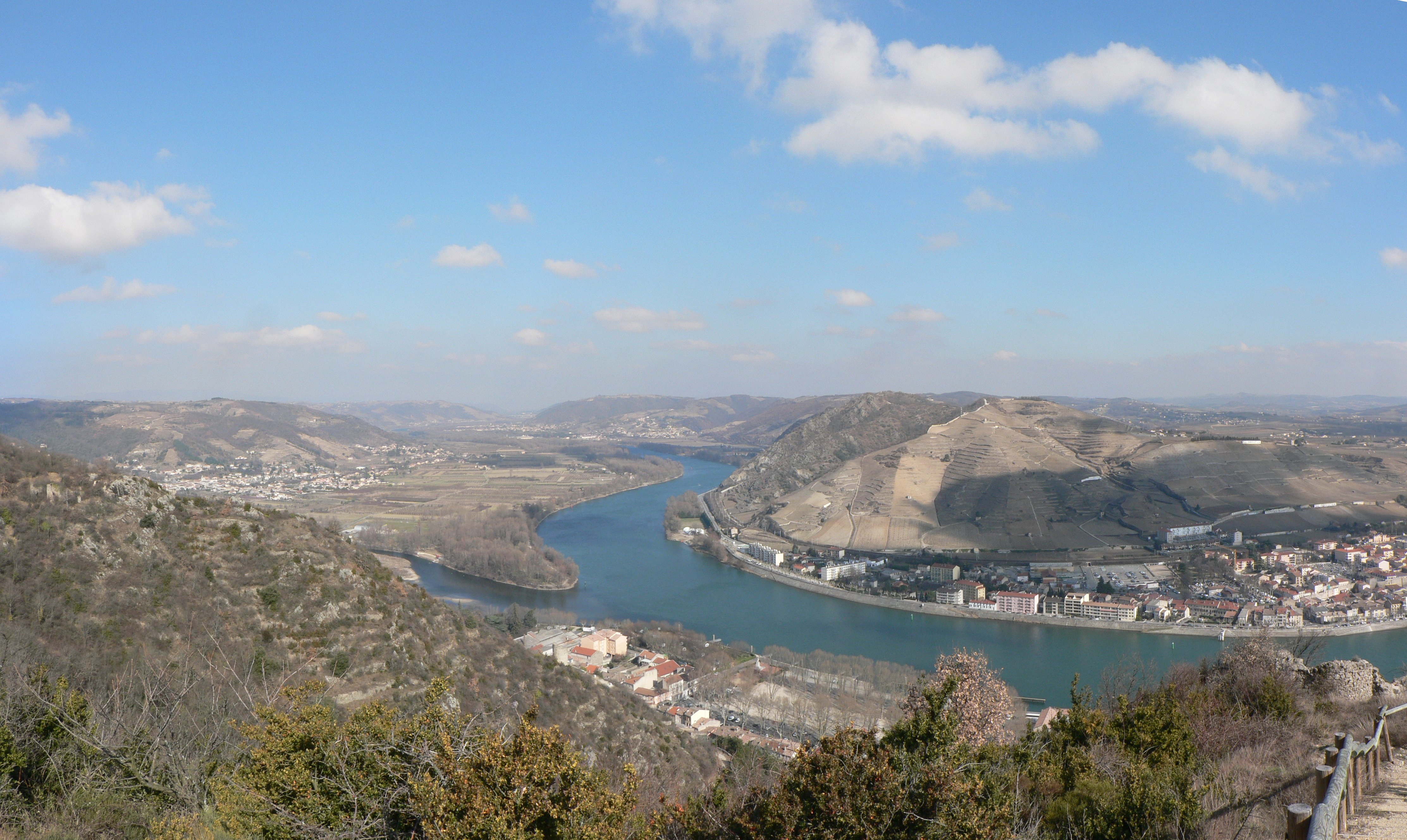
写真右側、ローヌ川から続く急峻な丘陵地にAOCエルミタージュのブドウ畑が広がる。トゥルノン＝シュル＝ローヌの高台からみた北側の眺望である。

ローヌ北部の特徴としては、大陸性気候のため冬の寒さは厳しいが夏は温暖であることが挙げられる。また、ミストラルと呼ばれる局地風のため、中央高地から冷たい空気がもたらされることも影響する。これにより、ローヌ北部は南部よりも冷涼であり、その違いが南北で異なるブドウ品種が使われていたりワインのスタイルが若干変わるという差異を生む。
シラーはローヌ北部のAOCで認められている唯一の黒ブドウ品種である。シラーはローヌないしはその周辺が起源であると考えられており、世界的にはオーストラリアや多くの英語圏でシラーズとも呼ばれている、近年では世界的に人気が高まっている品種である。コルナスではシラーのみを用いることが義務付けられているが、その他のAOCでは赤ワインに白ブドウをブレンドすることが認められている。使われる品種はヴィオニエないしはマルサンヌとルーサンヌであり、どちらが認められているかはアペラシオンによる。もっとも、AOCで許可されているとはいえ、白ブドウの混醸が広く行われているのはコート・ロティだけである。
ヴィオニエはコンドリューとシャトー・グリエで白ワインに用いられる。対して、マルサンヌとルーサンヌはクロース・エルミタージュ、エルミタージュ、サン・ジョセフ、サン・ペレイの白ワインに使われる。
北部のAOCは、北から以下のとおりである。
- コート・ロティ（赤）
- コンドリュー（白）
- シャトー・グリエ（白）
- サン・ジョセフ（赤・白）
- クロース・エルミタージュ（赤・白）
- エルミタージュ（赤・白）
- コルナス（赤）
- サン・ペレイ（白・白スパークリング）

ローヌ北部の赤ワインには、しばしばグリーンオリーブの香りやベーコンの燻製した香りが感じられる。

## ローヌ南部

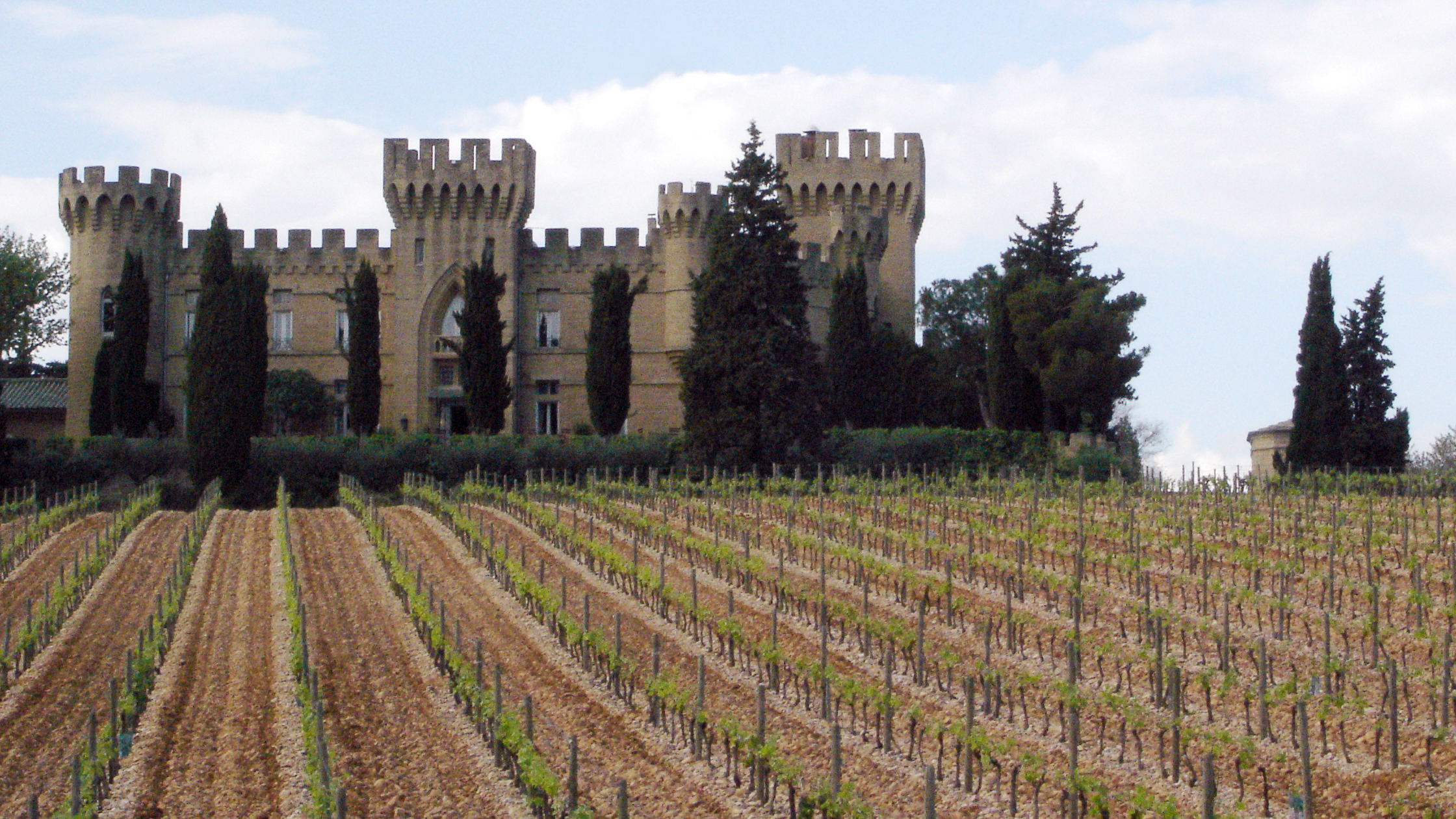
ローヌ南部、シャトーヌフ・デュ・パプのブドウ畑

ローヌ南部は比較的地中海性気候に近く、冬はやや温暖で夏は暑い。この地域では旱魃が問題になることがあるが、部分的に灌漑が認められている。テロワールは多彩であるが、これはこの地の起伏の多い地形のため場所によってミストラルが遮られるためであり、生み出されるミクロクリマにより多様なワインが産出される。ローヌ南部におけるブドウ栽培を特徴づける要素として、樹の根元に存在する大きな石が挙げられる。これが日中に太陽の熱を吸収するために、晴れた日で夜間に気温が急激に落ち込むようなときであってもブドウの樹が保温されるのである。
ローヌ南部で最も高名なワインとしてはシャトーヌフ・デュ・パプが挙げられるが、これにはAOCの規定上、最大19種類のブドウ品種をブレンドすることができる（うち10種が黒ブドウ、9種が白ブドウである）。付近のAOCであるコート・デュ・ヴィヴァレ、グリニャン・レ・ザデマール、リラック、タヴェル、ヴァケラス、ヴェントゥーでは、それに含まれないブドウ品種が使われることもある。対して、ジゴンダスではグルナッシュを主要品種とするワインが造られており、品種の制限はより厳しい。AOCの規定から、ローヌ南部の赤ワインではグルナッシュ、シラー、ムールヴェードル、カリニャン、サンソーが用いられることが多い。世界的にも、このような品種で造られるワインは最初に挙げたの3品種の頭文字からGSMと称される。ローヌ川左岸で造られる赤ワインはフルボディで若いうちは豊富なタンニンを持ち、プルーンや下生え、チョコレート、熟した黒い果実のような香りが特徴である。右岸の赤ワインは左岸と比べると若干軽く、フルーティーである。
ローヌ南部のアペラシオンは以下のとおりである。
- コート・デュ・ヴィヴァレ
- コート・デュ・ローヌ
- コート・デュ・ローヌ・ヴィラージュ
- 村名付きコート・デュ・ローヌ・ヴィラージュ
- シャトーヌフ・デュ・パプ
- グリニャン・レ・ザデマール
- ヴァケラス
- ラストー
- ケランヌ
- ジゴンダス
- ヴァンソーブル
- リラック
- ボーム・ド・ヴニーズ
- ミュスカ・ド・ボーム・ド・ヴニーズ
- タヴェル

シャトーヌフ・デュ・パプの白ワインに代表されるローヌ南部の白ワインは、数種のブドウをブレンドして造られるのが一般的であり、ユニ・ブラン、ルーサンヌ、マルサンヌ、ピクプール、クレレットなどが使われる。1998年からはヴィオニエが徐々に使われるようになってきており、ヴィオニエの単一品種ワインも現れている。
タヴェルはローヌ川の溝（仏：sillon rhodanien）と呼ばれる特殊なミクロクリマで造られるワインであり、優れたロゼワインを産む。
ミュスカ・ド・ボーム・ド・ヴニーズとラストーでは酒精強化ワインであるヴァン・ドゥー・ナチュレルが造られている。

## コート・デュ・ローヌ
AOCコート・デュ・ローヌは北部と南部の両方をまたぐAOCである。通常は、より高値で売れる上位のAOCの品質に見合わないとされたワインが用いられる。AOCコート・デュ・ローヌはほとんどがローヌ南部で造られたワインであるが、これは北部では名高いアペラシオンが多く存在すること、南部に比べてブドウ畑の面積が大幅に少ないことが理由である。また、このAOCはネゴシアンにより様々な地域のブドウを購入し、瓶詰め・流通・輸出を大規模に行うようなワインにも用いられる。そのため、このAOCはローヌにおいて最も知名度が高く、生産・流通量も多い。規定にある一部の村で獲れるブドウから作ったワインはコート・デュ・ローヌ・ヴィラージュを名乗ることができる。
赤のコート・デュ・ローヌは通常グルナッシュ主体で造られる。

## その他のアペラシオン
ローヌの主たる地域以外にも、通常のローヌワインとは異なるスタイルのワインを産出するアペラシオンが存在する。すなわち、ワイン法上におけるクラレット・ド・ディー、クレマン・ド・ディー、グリニャン・レ・ザテマール、リュベロン、ヴェントゥー、コート・デュ・ヴィヴァレである。これらはむしろプロヴァンスのワインに近い。2004年にはローヌ地域で新たに10のアペラシオンが追加された。うち9つがガール県、1つがヴォクリューズ県に存在する。これらは南ローヌのワインと非常に類似性が高いが、うち2つのアペラシオンはそれぞれ森林の再生および都市開発のため廃止されている。
2004年には、それまでラングドックの東部地域とみなされていたコスティエール・ド・ニームがローヌの一部として扱われるようになった。これはINAO（仏：Institut National des Appellations d'Origine、国立原産地名称研究所）によりこの地域のワインの監督責任がローヌ渓谷の委員会に移管されたためである。この変更は、地域の生産者の中でもシラーやグルナッシュを用いたローヌスタイルでワイン造りを行う人たちによるロビー活動の影響であるが、これは各地のワイン造りの様式が必ずしも行政区分と一致していないことを反映しているとともに、おそらくは市場においてローヌワインが高く評価されているためでもある。このようにワイン生産地域の境界が変更されることは極めて稀である。

## その他のワイン
小規模なワイナリーでは、スパークリングワインや酒精強化ワイン、単一品種ワイン（特にシラーを用いたもの）、あるいはブランデーが造られることもある。このようなワインは通常VDQSやAOCの規定を満たさず、地域内での流通に留まることが多い。
有機農法で栽培されたブドウを用いるワイナリーも存在する。品種・植え付け間隔・剪定・収量の規定に沿うことでAOCの認定を受けられる。
多くのドメーヌや協同組合で過剰に生産された分は、ヴァン・ド・ペイとして放出される。ヴァン・ド・ペイ・ドゥ・ガールやヴァン・ド・ペイ・ドゥ・ヴォークリューズとして販売されるほか、EU内のワインブレンダーに売られたり、大規模な食料品メーカーが買い取って自社ブランドで売り出すこともある。なかでも質の低いヴァン・ド・ターブルは時おり大量の売れ残りとなってしまい、工業用アルコールの生産に転用される。

## 格付け

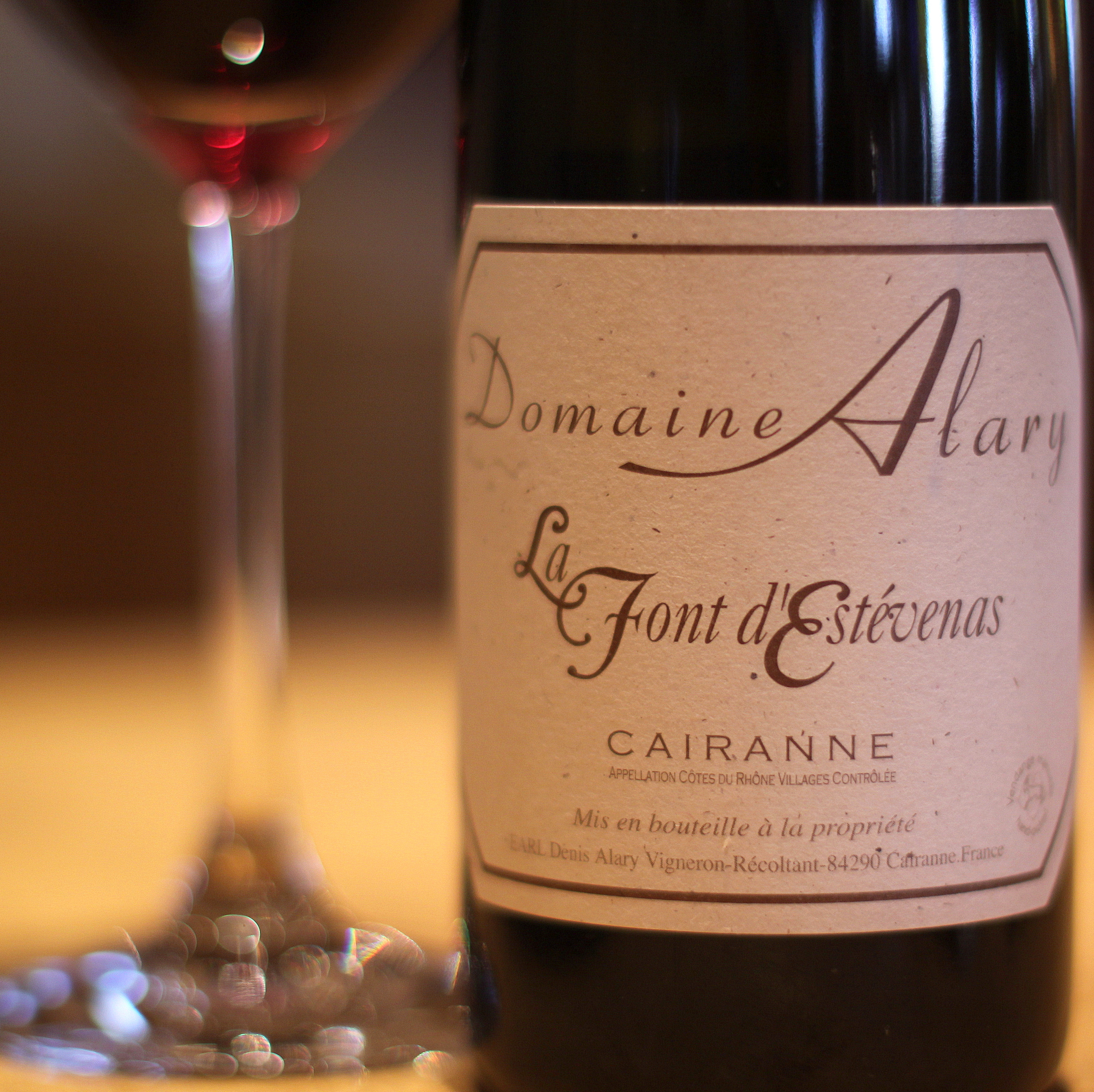
ケランヌのワイン。村名の付いたコート・ドゥ・ローヌ・ヴィラージュである。

ボルドーやブルゴーニュと異なり、ローヌには公式の格付けが存在せず、”特級”などの用語が使われることもない。とはいえ、ローヌのAOCは地理的特性や命名の慣例を反映し、4つのカテゴリーに分かれている。
- コート・ドゥ・ローヌ（Côtes du Rhône）は単に地域を示した名称であるが、171のコミューン全域で用いられる。それゆえ格付けとしては最も低いものとみなされる。一部のコミューンでは名乗ることのできる唯一のAOCとなっている。
- コート・ドゥ・ローヌ・ヴィラージュ（Côtes du Rhône-Villages）は95のコミューンでのみ用いることができるAOCであり、通常のコート・ドゥ・ローヌよりも要求されるブドウの熟度の加減が高いため、より格上であるとされる。原則として村の名前を記載することが許可されない。
- 村名付きのコート・ドゥ・ローヌ・ヴィラージュは2020年段階では22のコミューンでのみ生産が可能である[9]。大多数のワインよりも高い品質基準を持つものとみなされる。
- クリュ（Cru）は16のアペラシオンであり、コート・ドゥ・ローヌではなく各々のクリュの名前を表記できる。これらの中にはエルミタージュ、コート・ロティ、シャトーヌフ・デュ・パプといった著名なローヌワインが含まれる。クリュの間に公的な格付けの差分はないが、いくつかのクリュは市場で評価され、他のクリュよりもはるかに高値で取引されることもある。コート・ロティにおけるラ・ランドンヌのように、個々の畑の名前が記される場合も稀ながら存在する。畑の名前はトップレベルのワインにのみ付ける生産者が多いが、そのようなワインが公的に高い地位であるというわけではない。

## ブドウ品種
ローヌではアペラシオンによって使えるブドウ品種が異なる。いくつかのアペラシオンでは1つの品種しか使えないのに対し、広域のアペラシオンであるコート・ドゥ・ローヌでは21の品種が許可されている。一般的にはローヌ北部のほうがローヌ南部よりも使える品種が少ない。多くのアペラシオンの規定では、主要品種（下表では"M"と記載）、補助的に使われる品種（"S"と記載）、少量のみ使われる品種（"(A)"と記載）の区分がある。
| 品種       | ローヌ北部のクリュ              | ローヌ北部のクリュ | ローヌ北部のクリュ | ローヌ北部のクリュ                        | ローヌ北部のクリュ                        | ローヌ北部のクリュ | ローヌ北部のクリュ | ローヌ北部のクリュ |
| ---------- | ------------------------------- | ------------------ | ------------------ | ----------------------------------------- | ----------------------------------------- | ------------------ | ------------------ | ------------------ |
| 品種       | コンドリュー 、シャトー・グリエ | コルナス           | コーロ・ロティ     | エルミタージュ 、クロース・エルミタージュ | エルミタージュ 、クロース・エルミタージュ | サン・ジョゼフ     | サン・ジョゼフ     | サン・ペレイ       |
| 品種       | コンドリュー 、シャトー・グリエ | コルナス           | コーロ・ロティ     | 赤                                        | 白                                        | 赤                 | 白                 | サン・ペレイ       |
| マルサンヌ |                                 |                    |                    | (A) 最高 15%                              | M 0-100%                                  | (A) 最高 10%       | M 0-100%           | M 0-100%           |
| ルーサンヌ |                                 |                    |                    | (A) 最高 15%                              | M 0-100%                                  | (A) 最高 10%       | M 0-100%           | M 0-100%           |
| シラー     |                                 | M 100%             | M 最低 80%         | M 最低 85%                                |                                           | M 最低 90%         |                    |                    |
| ヴィオニエ | M 100%                          |                    | (A) 最高 20%       |                                           |                                           |                    |                    |                    |

| 品種                                                          | 広域アペラシオン     | 広域アペラシオン     | 広域アペラシオン                   | 広域アペラシオン                   | 広域アペラシオン                   | ローヌ南部のクリュ   | ローヌ南部のクリュ       | ローヌ南部のクリュ | ローヌ南部のクリュ | ローヌ南部のクリュ | ローヌ南部のクリュ                 | ローヌ南部のクリュ | ローヌ南部のクリュ | ローヌ南部のクリュ | ローヌ南部のクリュ | ローヌ南部のクリュ |
| ------------------------------------------------------------- | -------------------- | -------------------- | ---------------------------------- | ---------------------------------- | ---------------------------------- | -------------------- | ------------------------ | ------------------ | ------------------ | ------------------ | ---------------------------------- | ------------------ | ------------------ | ------------------ | ------------------ | ------------------ |
| 品種                                                          | コート・ドゥ・ローヌ | コート・ドゥ・ローヌ | コート・ドゥ・ローヌ・ヴィラージュ | コート・ドゥ・ローヌ・ヴィラージュ | コート・ドゥ・ローヌ・ヴィラージュ | ボーム・ド・ヴニーズ | シャトーヌフ・デュ・パプ | ジゴンタス         | リラック           | リラック           | ミュスカ・ド・ボーム・ド・ヴニーズ | ラストー           | タヴェル           | ヴァケラス         | ヴァケラス         | ヴァケラス         |
| 品種                                                          | 赤・ロゼ             | 白                   | 赤                                 | ロゼ                               | 白                                 | ボーム・ド・ヴニーズ | シャトーヌフ・デュ・パプ | ジゴンタス         | 赤・ロゼ           | 白                 | ミュスカ・ド・ボーム・ド・ヴニーズ | ラストー           | タヴェル           | 赤                 | ロゼ               | 白                 |
| ブールブーラン                                                | (A)                  | M                    |                                    | (A)                                | M                                  | (A)                  | M                        | (A)                |                    | M                  |                                    | (A)                | M                  | (A)                | (A)                | M                  |
| ブラン・アルジョンテ（カマレーズ・ ヴァカレーズとも呼ばれる） | (A)                  |                      | (A)                                | (A)                                |                                    | (A)                  | M                        | (A)                |                    |                    |                                    | (A)                |                    | (A)                | (A)                |                    |
| カリトー                                                      |                      |                      |                                    |                                    |                                    |                      |                          |                    |                    |                    |                                    |                    | (A)                |                    |                    |                    |
| カリニャン                                                    | (A)                  |                      | (A)                                | (A)                                |                                    | (A)                  |                          |                    | (A)                |                    |                                    | (A)                | (A)                | (A)                | (A)                |                    |
| カリニャン・ブラン                                            |                      |                      |                                    |                                    |                                    |                      |                          |                    |                    |                    |                                    |                    | (A)                |                    |                    |                    |
| サンソー                                                      | (A)                  |                      | (A)                                | (A)                                |                                    | (A)                  | M                        | (A)                | M                  |                    |                                    | (A)                | M                  | (A)                | M                  |                    |
| クレレット・ブランシュ                                        | (A)                  | M                    |                                    | (A)                                | M                                  | (A)                  | M                        | (A)                |                    | M                  |                                    | (A)                | M                  | (A)                | (A)                | M                  |
| クレレット・ロゼ                                              | (A)                  |                      |                                    | (A)                                |                                    | (A)                  | M                        | (A)                |                    |                    |                                    | (A)                | M                  | (A)                | (A)                |                    |
| クノワーズ                                                    | (A)                  |                      | (A)                                | (A)                                |                                    | (A)                  | M                        | (A)                |                    |                    |                                    | (A)                |                    | (A)                | (A)                |                    |
| グルナッシュ・ブラン                                          | (A)                  | M                    |                                    | (A)                                | M                                  | (A)                  | M                        | (A)                |                    | M                  |                                    | M                  | M                  | (A)                | (A)                | M                  |
| ウルナッシュ・グリ                                            | (A)                  |                      |                                    | (A)                                |                                    | (A)                  | M                        | (A)                |                    |                    |                                    | M                  | M                  | (A)                | (A)                |                    |
| グルナッシュ・ノワール                                        | M                    |                      | M                                  | M                                  |                                    | M                    | M                        | M                  | M                  |                    |                                    | M                  | M                  | M                  | M                  |                    |
| マルサンヌ                                                    | (A)                  | M                    |                                    | (A)                                | M                                  | (A)                  |                          | (A)                | (A)                | (A)                |                                    | (A)                |                    | (A)                | (A)                | M                  |
| マルセラン                                                    | (A)                  |                      |                                    |                                    |                                    |                      |                          |                    |                    |                    | (A)                                |                    |                    |                    |                    |                    |
| ムールヴェードル                                              | S                    |                      | S                                  | S                                  |                                    | (A)                  | M                        | S                  | M                  |                    |                                    | (A)                | M                  | S                  | M                  |                    |
| ミュスカルダン                                                | (A)                  |                      | (A)                                | (A)                                |                                    | (A)                  | M                        | (A)                |                    |                    |                                    | (A)                |                    | (A)                | (A)                |                    |
| ミュスカ・ア・プティ・グラン・ブラン                          |                      |                      |                                    |                                    |                                    |                      |                          |                    |                    |                    | M                                  |                    |                    |                    |                    |                    |
| ミュスカ・ルージュ・ア・プティ・グラン                        |                      |                      |                                    |                                    |                                    |                      |                          |                    |                    |                    | M                                  |                    |                    |                    |                    |                    |
| ピカルダン                                                    |                      |                      |                                    |                                    |                                    |                      | M                        |                    |                    |                    |                                    |                    |                    |                    |                    |                    |
| ピクプール・ブラン                                            | (A)                  | (A)                  |                                    | (A)                                | (A)                                | (A)                  | M                        | (A)                | (A)                | (A)                |                                    | (A)                | M                  |                    |                    |                    |
| ピクプール・グリ                                              |                      |                      |                                    |                                    |                                    |                      | M                        |                    |                    |                    |                                    |                    | M                  |                    |                    |                    |
| ピクプール・ノワール                                          | (A)                  |                      | (A)                                | (A)                                |                                    | (A)                  | M                        | (A)                |                    |                    |                                    | (A)                | M                  | (A)                | (A)                |                    |
| ルーサンヌ                                                    | (A)                  | M                    |                                    | (A)                                | M                                  | (A)                  | M                        | (A)                | (A)                | (A)                |                                    | (A)                |                    | (A)                | (A)                | M                  |
| シラー                                                        | S                    |                      | S                                  | S                                  |                                    | S                    | M                        | S                  | M                  |                    |                                    | (A)                | M                  | S                  | M                  |                    |
| テレ・ノワール                                                | (A)                  |                      | (A)                                | (A)                                |                                    | (A)                  | M                        | (A)                |                    |                    |                                    | (A)                |                    | (A)                | (A)                |                    |
| ユニ・ブラン                                                  | (A)                  | (A)                  |                                    | (A)                                | (A)                                | (A)                  |                          | (A)                | (A)                | (A)                |                                    | (A)                |                    |                    |                    |                    |
| ヴィオニエ                                                    | (A)                  | M                    |                                    | (A)                                | M                                  | (A)                  |                          | (A)                | (A)                | (A)                |                                    | (A)                |                    | (A)                | (A)                | M                  |